# دوغ لوفت
دوغ لوفت (بالإنجليزية: Doug Loft)‏ هو لاعب كرة قدم بريطاني في مركز ظهير ‏، ولد في 25 ديسمبر 1986 في ميدستون في المملكة المتحدة. لعب مع برايتون أند هوف ألبيون وبورت فايل ونادي غيلينغهام.

## وصلات خارجية
- دوغ لوفت على موقع قاعدة بيانات كرة القدم.إي يو (الإنجليزية)
- دوغ لوفت على موقع Soccerbase.com (لاعب) (الإنجليزية)